# 佳翠苑

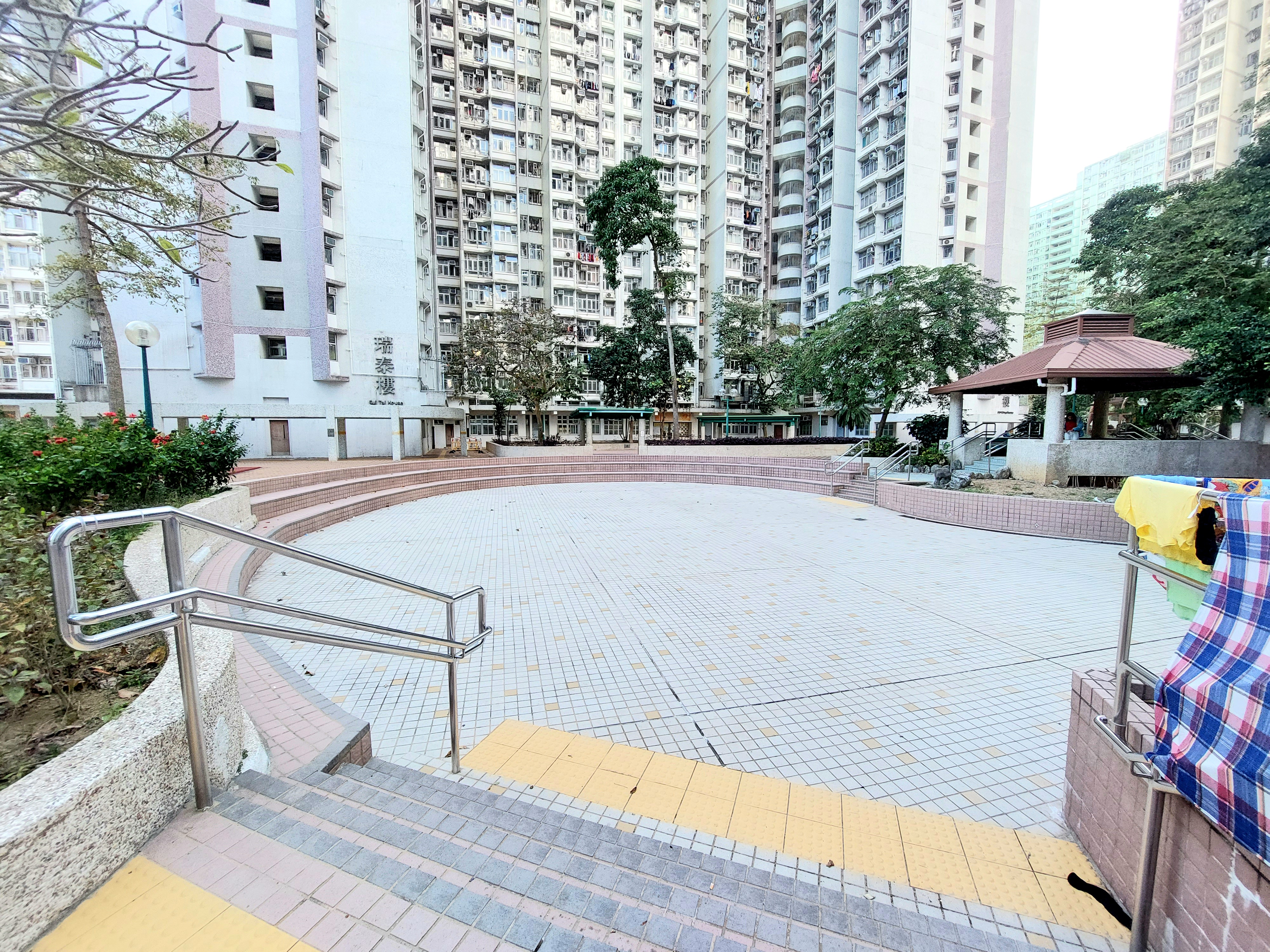
佳翠苑閒坐區

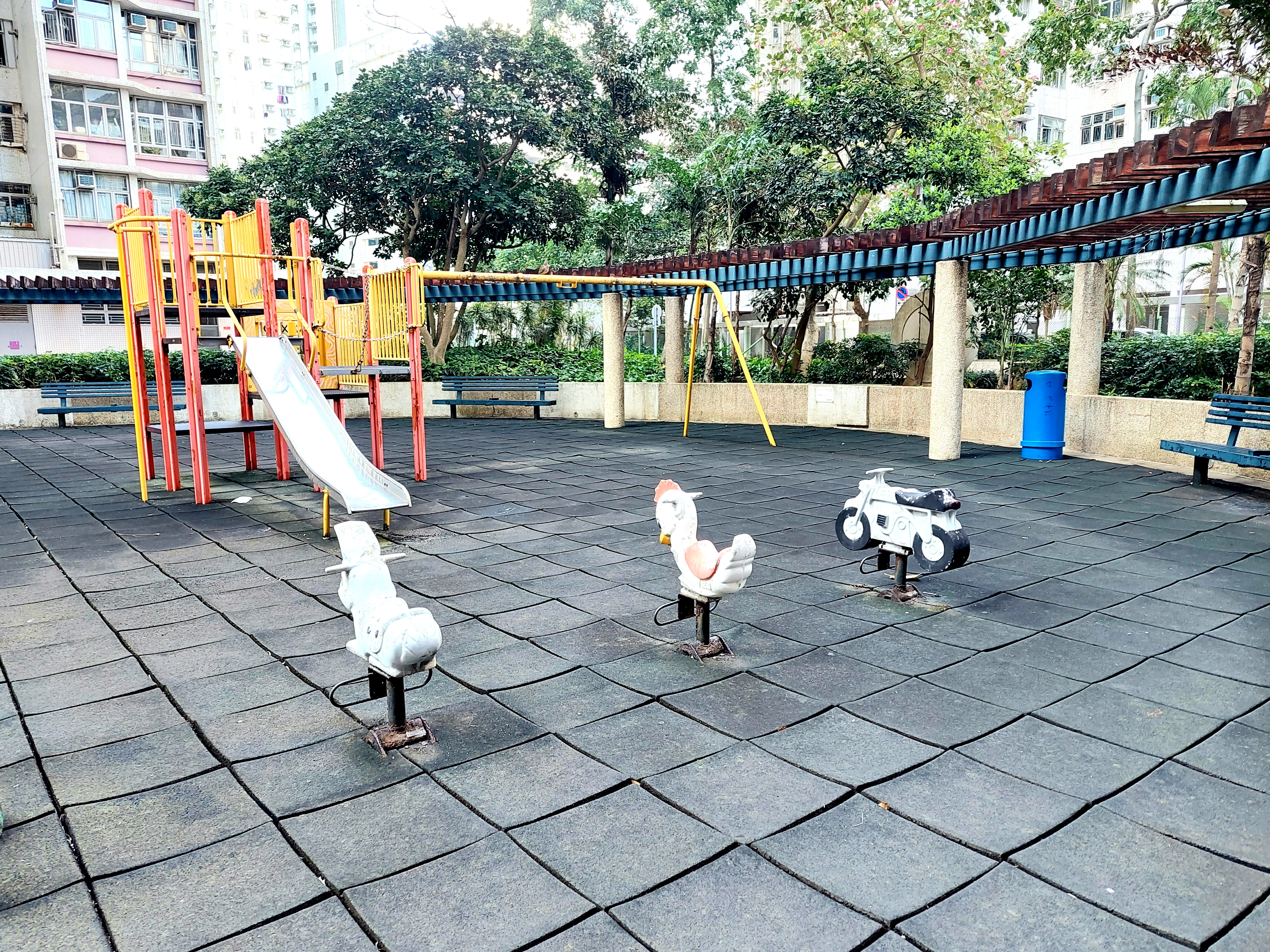
兒童遊樂場

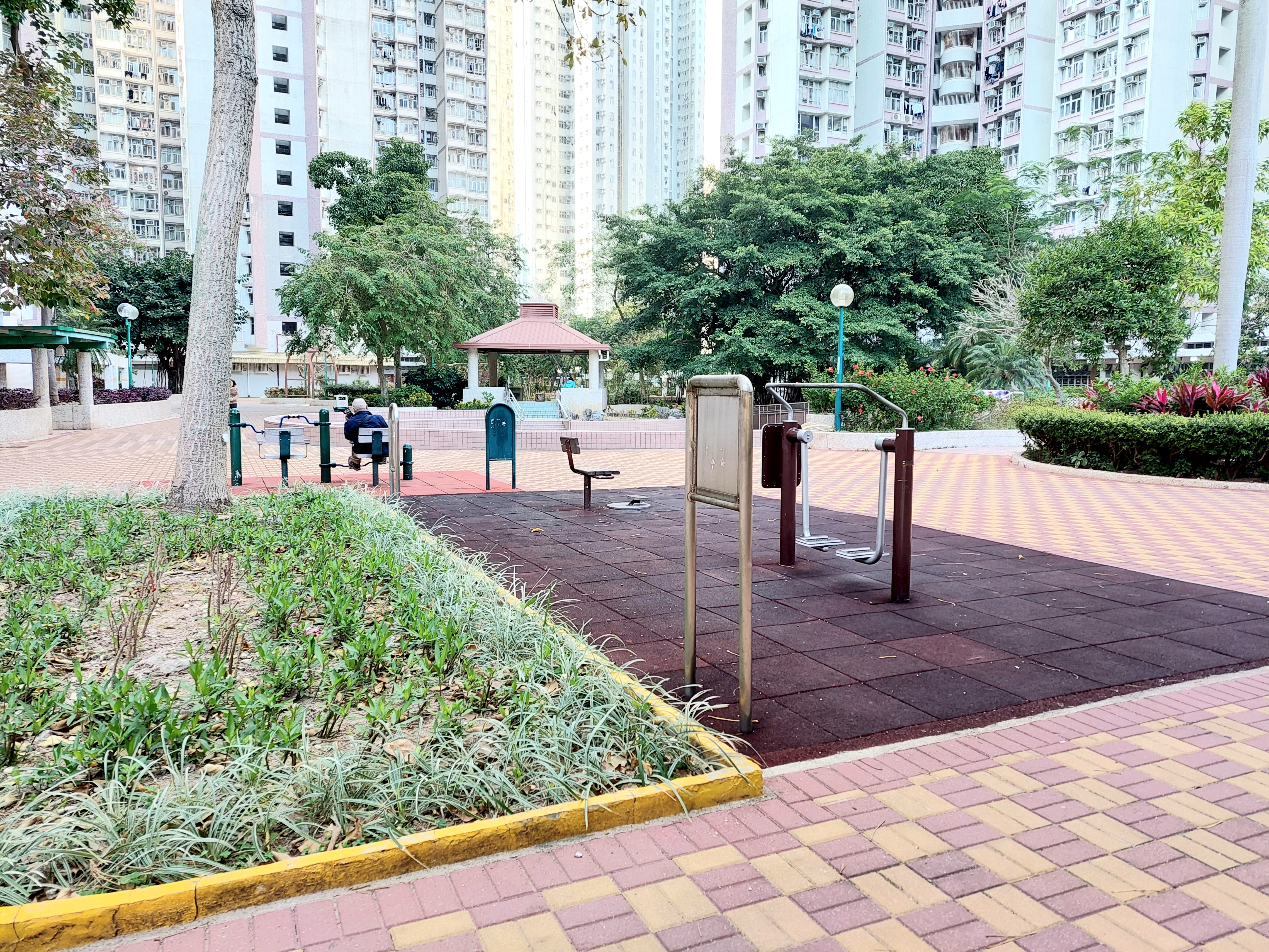
健身區

佳翠苑（英語：Kai Tsui Court），是香港的居者有其屋的屋苑，位於港島區柴灣內地段147號，前身是英軍情報中心，位於香港柴灣小西灣小西灣道16號，共2座39層高住宅大廈，共1216個單位，單位建築面積由55.1平方米至82.6平方米不等。佳翠苑在1993年9月落成，在1992年8月11-24日接受申請的居者有其屋計劃第十四期乙中出售。
佳翠苑為港島區首個和諧式設計居屋屋苑，屋苑各座入口大堂及升降機轎廂內鋪砌了花崗石，屋苑由香港房屋委員會發展，並由房屋署總建築師（1）負責設計，中國建築工程總公司承建，1993年9月落成入伙，房屋署曾經外判給予新鴻基地產的附屬公司啓勝管理服務有限公司管理至到2023年。此外，佳翠苑於 1996 及 1997 年度，獲頒發「最佳屋苑管理獎」之殊榮。毗鄰小西灣邨亦預留了152個車位供佳翠苑居民使用。
現時佳翠苑的管理公司為富城物業管理有限公司。

## 屋苑資料

### 樓宇
邨內設兒童遊樂場、健身設備、籃球場、閒坐區、停車場及羽毛球場。而第三期原本設噴泉及人工湖，但噴泉在2001年變成了花槽；而在2003年沙士爆發後湖內的水被抽乾，約3年後湖邊石頭更被移走，並已改建為室外閒坐區及休息地方，而毗鄰之游泳池和公園由康樂及文化事務署管理。
| 樓宇名稱（座號） | 樓宇類型                  | 落成年份 | 樓宇層數（住宅層數） | 每層伙數 | 每座單位總數（伙） | 建築師              | 承建商             | 提供升降機的廠商  | 期數 | 原屬樓宇    |
| ---------------- | ------------------------- | -------- | -------------------- | -------- | ------------------ | ------------------- | ------------------ | ----------------- | ---- | ----------- |
| 顯翠閣（A座）    | 和諧一型第三款 （第一代） | 1993年   | 39（38）             | 16       | 608                | 房屋署總建築師（1） | 中國建築工程總公司 | 英國通用電器-捷運 | 3    | 小西灣邨M座 |
| 耀翠閣（B座）    | 和諧一型第三款 （第一代） | 1993年   | 39（38）             | 16       | 608                | 房屋署總建築師（1） | 中國建築工程總公司 | 英國通用電器-捷運 | 3    | 小西灣邨N座 |

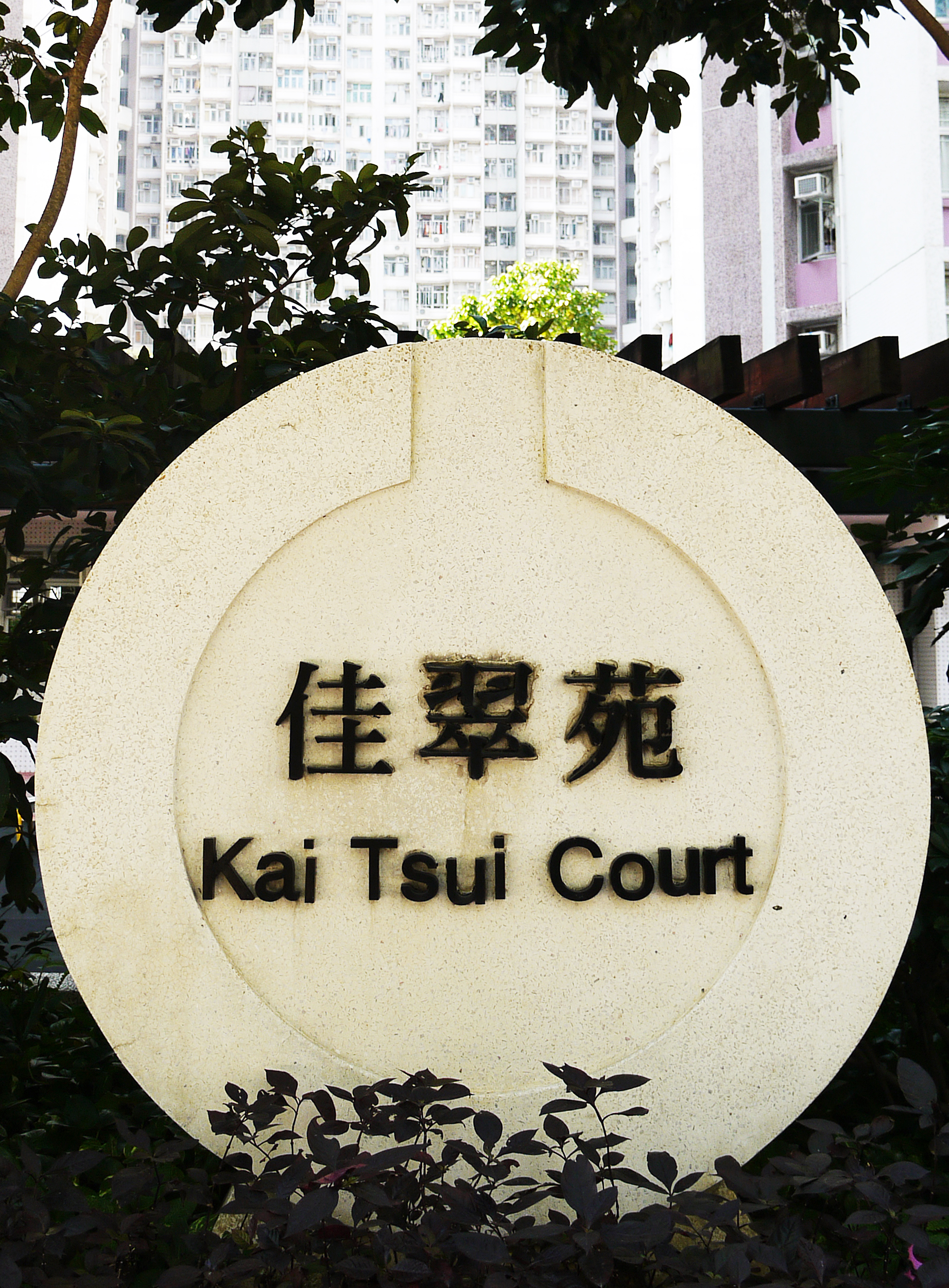
佳翠苑名牌
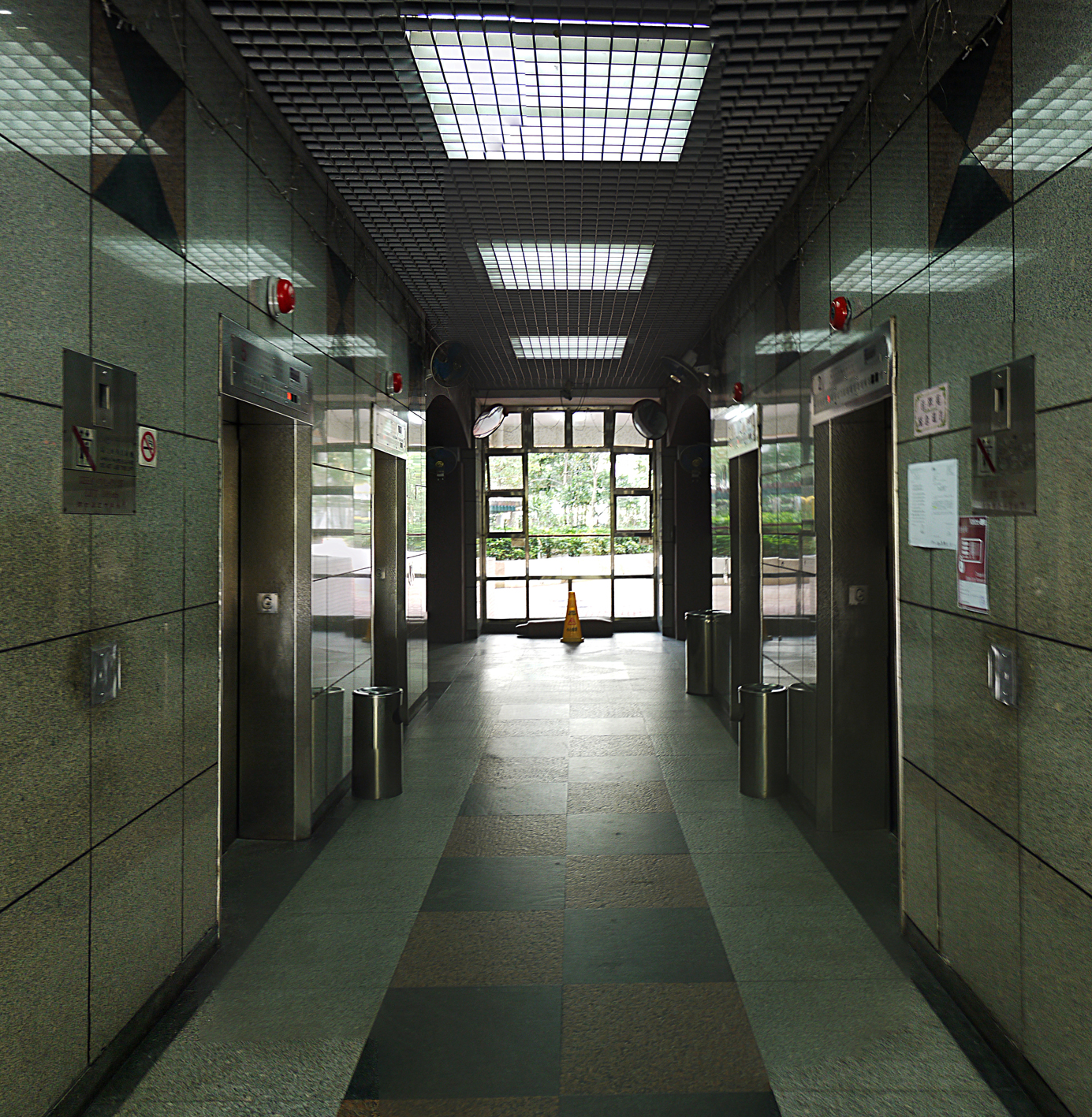
佳翠苑入口大堂
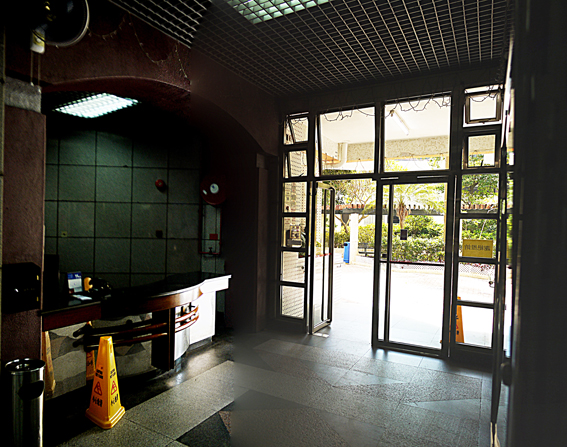
佳翠苑大堂入口
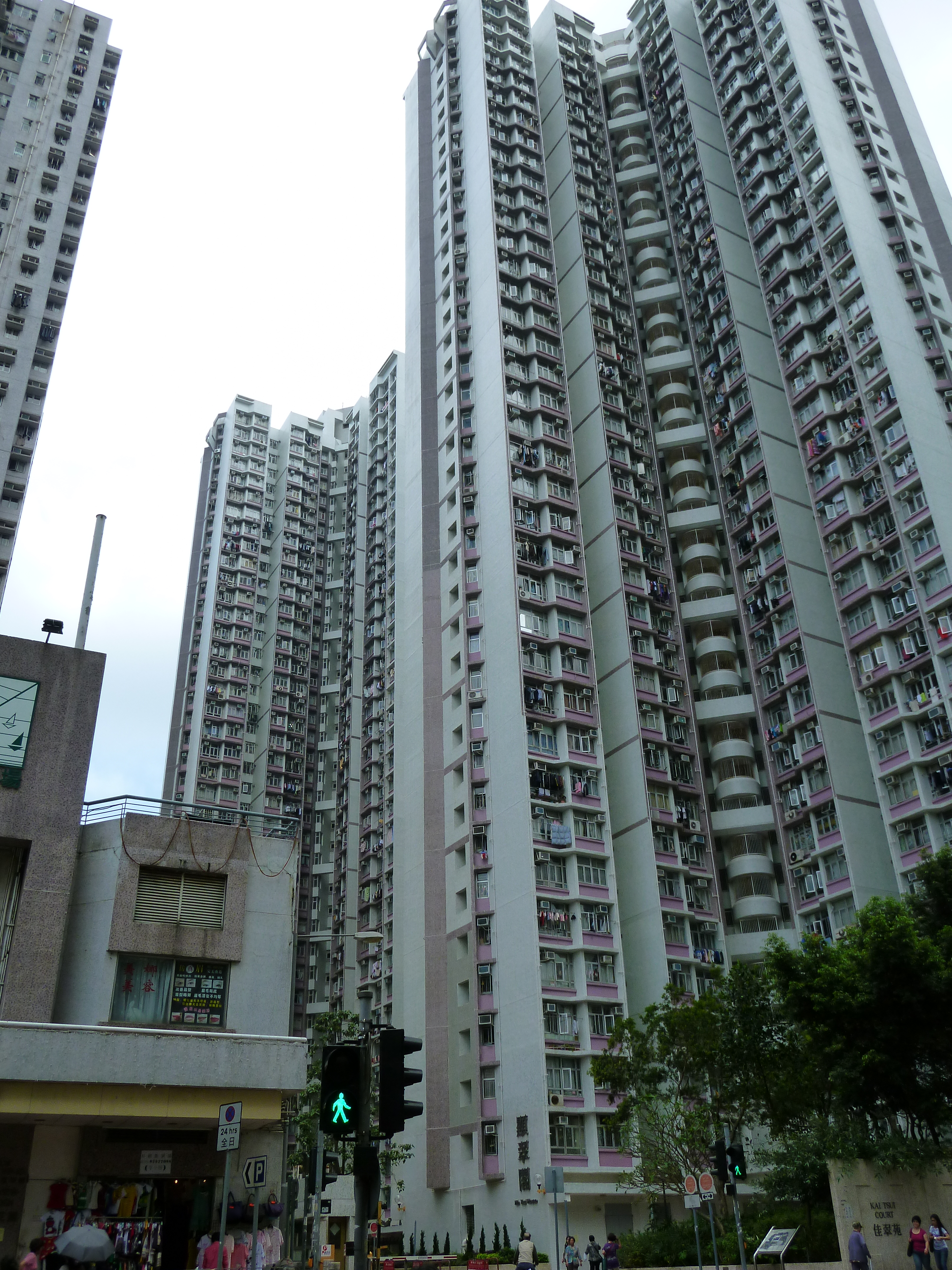
佳翠苑外貌

## 教育

### 幼稚園
- 道慈佛社楊譚婉芳幼稚園（1993年創辦）（位於顯翠閣地下）（已結業）